# Ildo Maneiro
Ildo Enrique Maneiro (Mercedes, 4 agosto 1947) è un allenatore di calcio ed ex calciatore uruguaiano, di ruolo centrocampista.

## Carriera

### Giocatore

#### Club
Dal 1965 al 1973 giocò con il Nacional, con cui vinse cinque campionati e , nel 1971, una Coppa Libertadores, una Coppa Interamericana e una Coppa Intercontinentale.
Nel 1973 si trasferì in Francia e giocò per tre stagioni con l'Olympique Lione. 
Nel 1976 tornò in Uruguay al Peñarol, con cui giocò fino al ritiro, avvenuto nel 1979 dopo aver vinto altri due campionati uruguaiani.

#### Nazionale
Giocò con l'Uruguay dal 1970 al 1979 Fu convocato per il campionato del mondo 1970 e raggiunse il quarto posto nella competizione, segnando anche un gol.
In totale con la nazionale Celeste giocò 33 partite e segnò 3 gol 

### Allenatore
Nel 1988 ha vinto il campionato uruguaiano con il Danubio. 
Nella stagione 1990-1991 ha allenato il Real Saragozza, in Primera División spagnola.
Dal 1993 al 1994 ha allenato la nazionale dell'Uruguay, in seguito ha continuato a lavorare come allenatore nel suo paese.

## Palmarès

### Giocatore

#### Club

##### Competizioni nazionali
- Campionato uruguaiano: 7

Nacional: 1966, 1969, 1970, 1971, 1972
Peñarol: 1978, 1979
- Supercoppa francese: 1

Olympique Lione: 1973

##### Competizioni internazionali
- Coppa Libertadores: 1

Nacional: 1971
- Coppa Intercontinentale: 1

Nacional: 1971
- Coppa Interamericana: 1

Nacional: 1971

### Allenatore

#### Club

##### Competizioni nazionali
- Campionato uruguaiano: 1

Danubio: 1988